# دون گیبسون
دون گیبسون (انگلیسی: Daughn Gibson؛ زاده ۱۹۸۱) موسیقی‌دان اهل ایالات متحده آمریکا است. وی از سال ۲۰۱۲ میلادی تاکنون مشغول فعالیت بوده است.